# 蝦子撈麵
蝦子撈麵（粵語「撈」音lou1，與打撈的不同）是拌以廣東斗門蝦子的撈麵，多用鴨蛋做的全蛋麵，橙色的蝦子味道甘香濃郁。常見於香港和澳門的茶餐廳和粉麵檔。